# Lijst van vlaggen van de Malediven
Dit is een lijst van vlaggen van de Malediven.

## Nationale vlag (perFIAV-codering)
|          | Civiele vlag | Staatsvlag | Oorlogsvlag |
| -------- | ------------ | ---------- | ----------- |
| Te land  | · ?          | · ?        | · ?         |
| Te water | · ?          | · ?        | · ?         |

## Vlaggen van bestuurders
| Vlag                                    | Periode      | Functie                                 | Beschrijving |
| --------------------------------------- | ------------ | --------------------------------------- | --- |
| Vlag van de president van de Malediven. | 1968 - heden | Vlag van de president van de Malediven. | De nationale vlag, met een witte ster toegevoegd. |
| Vlag van de premier van de Malediven.   |              | Vlag van de premier van de Malediven.   | Een vlag bestaande uit vier kwartieren, met in het eerste kwartier een witte ster. Het eerste en vierde kwartier zijn groen, het tweede is blauw en het derde is rood. |